# Nobilis Márton
Nobilis Márton (Budapest, 1985. június 18. –) jogász, politikus, kommunikációs szakember, Nagy István agrárminiszter kabinetfőnöke.

## Tanulmányai
Középiskolai tanulmányait 2000 és 2004 között a győri Czuczor Gergely Bencés Gimnázium és Kollégiumban folytatta, ezt követően a Pázmány Péter Katolikus Egyetem Jog- és Államtudományi Karának hallgatója volt, ahol 2011-ben végzett. 2008 és 2009-ben külföldi tanulmányokat folytatott, a bonni Rheinische Friedrich-Wilhelms Universität jogi képzésében vett részt.

## Politikai pályája
Már egyetemi évei alatt, 2009-ben elkezdett dolgozni: a Prestige Mediánál helyezkedett el. A feladata kommunikációs projektek koordinálása és vezetése volt, tanácsadóként, ügyfélkapcsolati menedzserként, majd irodavezetőként. Részt vett a Fidesz 2010-es és 2014-es országgyűlési, valamint több vidéki nagyváros önkormányzati választási kampányában. Segítette a szlovákiai Magyar Közösség Pártjának 2011-es országgyűlési és önkormányzati, illetve a romániai Erdélyi Magyar Néppárt 2012-es önkormányzati választási kampányát.
2014-ben az Emberi Erőforrások Minisztériuma Köznevelésért Felelős Államtitkárságának kabinetfőnöke lett, majd felkérést kapott az állami kommunikációs költések egységes működésbe szervezésére. Lázár János Miniszterelnökséget vezető miniszter 2014. október 28-án kinevezte az újonnan megalakult Nemzeti Kommunikációs Hivatal elnökének. A Nobilis Márton által felállított intézmény a költségvetés számára is érzékelhető költséghatékonysági javulást eredményező új pályáztatási és ellenőrzési rendszert vezetett be. Hivatali ideje alatt a Nemzeti Kommunikációs Hivatal 1500 állami intézmény és vállalat kommunikációs költéseit felügyelte, amely nem csupán transzparens és hatékony működést, hanem jelentős rendszerszintű, továbbá a hirdetők szintjén is jelentkező költségmegtakarítást eredményezett.
A hivatal éléről 2015 szeptemberében mondott le, azt követően, hogy a szervezet a Miniszterelnökség felügyelete alól átkerült a Miniszterelnöki Kabinetirodához. 2015 és 2016 között az MTVA Új Média és Teletext Kft. ügyvezető igazgatója volt. Nevéhez fűződik a közmédia online jelenlétének sikeres megújítása, így az új médiaklikk weboldal, az m4 sport-, valamint az m5 oktatási–ismeretterjesztő–kulturális csatorna online oldalának a kialakítása. Az online megújulás eredményességét mutatja a 2016-os riói olimpia és a franciaországi futball Európa-bajnokság internetes adásának átütő sikere is: a két sportesemény soha nem látott számokat produkált az online közvetítések tekintetében.
Nobilis Márton 2016. novemberétől az Emberi Erőforrás Támogatáskezelő általános főigazgató-helyettese volt, ahol a pályázati feladatok irányításán túl meghatározó szerepet vállalt a 20. század egyik legsúlyosabb tragédiáját bemutató Málenkij Robot Emlékhely felállításában. A Gulág-emlékév zárásaként felavatott monumentális alkotás a deportálások során érintett ferencvárosi vasútállomáson állít emléket a Gulág-táborokba elhurcolt, illetve az ott eltűnt ártatlanoknak. 2017 őszétől az Új Nemzedék Központ ügyvezető igazgatójaként ifjúságpolitikai feladatokat látott el.
2018. május 18-tól az Agrárminisztérium kabinetfőnöke. A miniszteri kabinet, valamint több más minisztériumi terület irányítása mellett, közvetlenül részt vesz az Agrárminisztérium nagyobb célkitűzéseinek megvalósításában, így a klímaváltozás elleni küzdelem jegyében indított, több ezer hektár új erdő telepítését biztosító fásítási programban, a jelenleg öntözött mezőgazdasági földterületek mennyiségének jelentős mértékben történő növelésében, valamint az osztatlan közös földtulajdon felszámolásában, amely 2,4 millió hektár termőföldet és több mint 3 millió földtulajdonost érint. 2019. év végétől – tulajdonosi joggyakorlás keretein belül – irányítja a Herman Ottó Intézet Nonprofit Korlátolt Felelősségű Társaságot, amely cég munkájának fókuszában a környezetvédelem, természetmegőrzés, ökocímke tanúsítás és az agrárszakképzés állnak. Feladatain túl kiemelt figyelmet fordít arra, hogy irányítása által az Agrárminisztérium komoly szerepet vállaljon a 2021. évre halasztott Nemzetközi Eucharisztikus Kongresszus szervezési tevékenységében. 2022-től az Agrármiinisztérium élelmiszeriparért és kereskedelempolitikáért felelős államtitkára.
2008 óta a Fidesz tagja.

## Társadalmi szerepvállalása
Általános és középiskolai évei alatt aktív szerepet töltött be a katolikus ifjúságneveléssel foglalkozó Regnum Marianum közösségben, ahol többek között gyermektáborok szervezését és lebonyolítását segítette. 2016 és 2019 között a SOTE konzisztóriumának tagja. 2016-tól részt vesz a Magyar Labdarúgó Szövetség Licencadó Bizottságának munkájában. 2017 júniusától a Lágymányosi Spari Vízisport, Diáksport és Szabadidősport Egyesület elnöke.